# Edippo (Foscolo)
Edippo è una tragedia in cinque atti attribuita a Ugo Foscolo, scritta probabilmente nel 1796.

## Storia
Nel Piano di studj, che la critica colloca nel 1796, il giovane Foscolo riporta tra le "Tragedie" un Edipo « recitabile ma da non istamparsi », oltre al Tieste - verosimilmente già scritto, anche se non completamente rivisto - e ad altre due tragedie rimaste nelle intenzioni dell'autore.
Per lungo tempo il solo Edipo foscoliano che si conoscesse era un abbozzo di tre atti in prosa, cui il poeta accenna in alcune missive tra il 1812 e il 1813. Gli studiosi formularono le più svariate ipotesi sull'abbozzo, ora attribuendolo all'opera del Piano di studj, ora al soggiorno fiorentino del 1813.
Tutto cambiò quando tra le "carte Pellico", presenti nell'archivio della Civiltà Cattolica a Roma, fu rinvenuto un manoscritto che riproduceva un Edippo in cinque atti, opera di tale Wigberto Rivalta. Era il 1978, e in occasione del convegno foscoliano tenutosi quell'anno a Venezia per il bicentenario della nascita, Mario Scotti attribuì la tragedia a Foscolo in un suo celebre intervento. L'ipotesi si basava sulla testimonianza del Piano di studj, sulle affinità con il Tieste - secondo Scotti coevo se non leggermente successivo - e sullo stile, mentre argomenti stilistici spingevano a rigettare il nome di Silvio Pellico, primo proprietario di quelle carte.
L'opera fu pubblicata integralmente l'anno successivo nel Giornale storico della letteratura italiana. L'Edippo apparve poi in volume nel 1983, presso Rizzoli e a cura di Mario Scotti. Alcuni tra i maggiori foscolisti, come Bezzola, Rosada e Bonora, e altri insigni studiosi quali Walter Binni e Raffaele Spongano, hanno espresso un parere favorevole all'attribuzione della tragedia al poeta zantiota. Tuttavia, sebbene la maggior parte della critica sia concorde, la proposta di Scotti non è stata unanimemente approvata. Su posizioni opposte, infatti, si è schierata Maria Maddalena Lombardi. Recentemente il problema è stato risolto da Francesca Fedi sul "Giornale storico della letteratura italiana" Vol. CXCIX, Fasc. 668 (2022), pp. 601-611, che ha documentato l’esistenza storica di un Wigberto Rivalta, autore almeno di un Edippo, e in possibile relazione con Foscolo o – indirettamente – con Pellico. Ciò dimostra che la tragedia non è opera di Foscolo.

## Edizione
- Ugo Foscolo, Edippo (a c. di M. Scotti), Milano, Rizzoli, 1983.